# Флуд
Флуд (от английски: flood – „наводнение“) – съобщения в интернет-форум или чат, заемащи (в много случаи) голям обем и не носещи значима информация; или съдържащи твърде малък дял полезна информация. Флуд се разпространява по различни причини – със злонамерена цел – тролинг, от желание да се досажда на някого и др.
Флудер – лице, което разпространява флуд. Техническият флуд представлява хакерска атака с голямо количество заявки, водеща до блокиране на системата. Във форумите флуд понякога се нарича писането на дълги постинги извън темата.